# Olibrus demarzoi
Olibrus demarzoi là một loài bọ cánh cứng trong họ Phalacridae. Loài này được èvec & Angelini miêu tả khoa học năm 1996.